# زوران پاولوویچ
زوران پاولوویچ (اسلوونیایی: Zoran Pavlović) بازیکن فوتبال اهل اسلوونی است.

## تیم ملی
وی سابقه‌ی حضور در تیم ملی فوتبال اسلوونی را نیز دارد و در جام جهانی فوتبال ۲۰۰۲ عضو این بوده است.